# Marie Barrande
Marie Barrande, née le 21 juin 1865 à Lagny-sur-Marne et morte le 9 janvier 1919 au Raincy, est une peintre française.

## Biographie

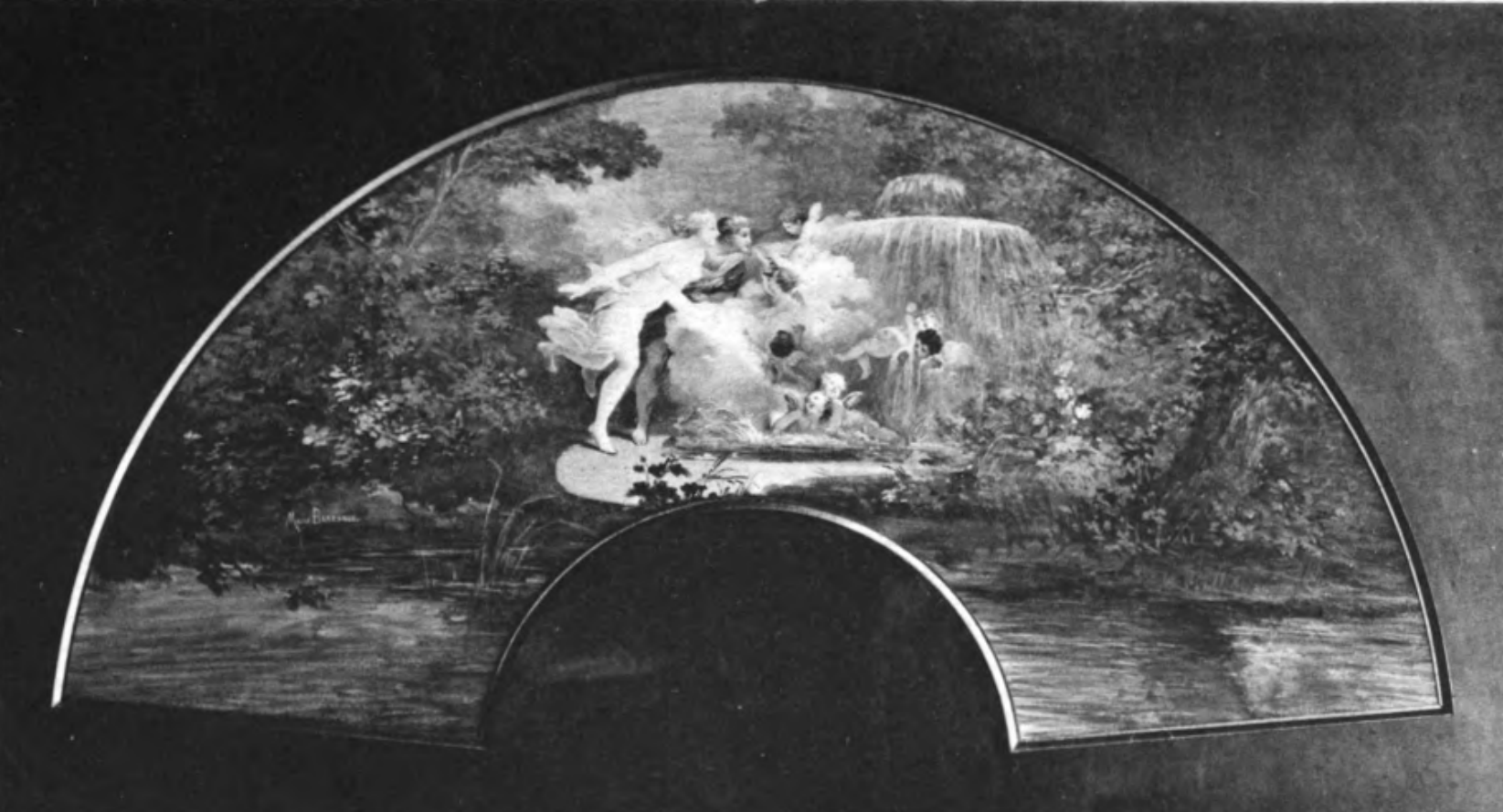
La fontaine d'amour d'après Fragonard, aquarelle exposée à l'exposition blanc et noir de 1888.

Fille d'un tanneur devenu propriétaire,, Marie Félicité Barrande étudie auprès d'Antonin-Pierre Topart et de Karl-Robert,. 
Elle s'installe à Amiens puis au Raincy et participe au Salon des artistes français de 1887, 1889, 1890, 1892, 1893, 1896, 1898, 1906, 1908, 1910 et 1911, ainsi qu'à l'Exposition internationale de blanc et noir de 1888 et 1892. Elle participe également aux expositions de la Société des amis des arts de la Somme de 1887, 1890, 1894, 1896 et 1899.
En 1887, elle obtient une médaille de bronze à Amiens et une médaille d'argent à Boulogne-sur-Mer. En 1890, elle obtient une médaille d'argent de 1re classe de la Société industrielle d'Amiens.
On lui connaît de nombreuses élèves féminines comme : Louise Testu, Jeanne Le Gentil, Marie-Madeleine Bellard, Prosper Marie Christian de Butler, Jeanne de Longuevillette, Juliette Schytte, Madeleine Doudet, Léonie Favaron-Madaré.

## Œuvre
Elle est connue pour être dessinatrice et manie le fusain. Pour La Revue des beaux-arts, les miniatures sur faïence, les fusains et les aquarelles de Barrande exposés en 1890 par la Société des amis des arts de la Somme sont remarquables, surtout son portrait de la peintre Andrée Bleu.